# Клан Керр

Гребінь клану Керр.

Герб вождів клану клану Керр.

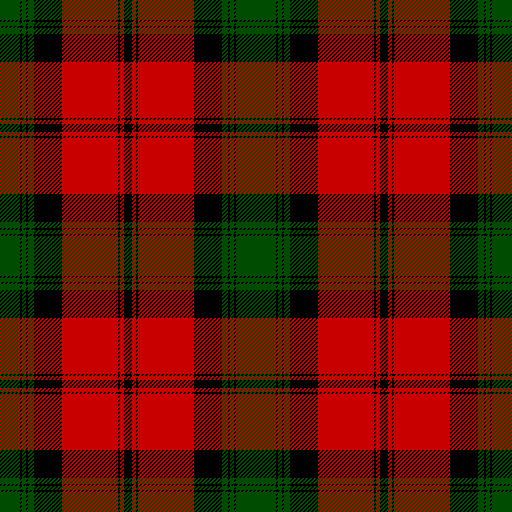
Тартан клану Керр.

Клан Керр (шотл. — Clan Kerr, гельск. — Clan Cearr, Clan MacGhillechearr) — клан МакГіллехерр — один з кланів рівнинної частини Шотландії — Лоуленду. Клан володів землями в Шотландському Прикордонні і належав до відомих рейдерів. Клан відігравав важливу роль в житті та історії Шотландського Прикордоння і Шотландії в цілому.
Гасло клану: Sero sed serio — Краще пізно, але всерйоз (лат.)
Слоган клану: Пізно, але переконливо
Землі клану: Роксброшир
Символ клану: болотний мирт
Вождь клану: високоповажний Майкл Ендрю Фостер Джуд Керр — ХІІІ маркіз Лотіан
Резиденція вождя клану: Замок Фернігірст (шотл. — Ferniehirst Castle)
Союзні клани: Леслі
Ворожі клани: Скотт

## Історія клану Керр

### Походження клану Керр
Назва клану Керр має різні варіанти назви — Кер, Керр, Кар, Карр, Карре тощо. Є кілька версій походження назви і самого клану Керр — скандинавська, кельтська, норманська.
Згідно скандинавської версії, вважається, що назва клану походить від двньоскандінавского kjrr, що означає жителя боліт. Предки клану Керр в давнину жили на півдні Норвегії, у 866 році вони разом з відомим вікінгом Роллоном Пішоходом переселилися до Нейстрії (потім це герцогство Нормандія, нині територія Франції). У 911 році вони жили в Бретані та на Шербурському півострові. У 1066 році лицарі Керр у війську Вільгельма І Завойовника вирушили в Англію. Після завоювання Англії лицарі Керр отримали в нагороду за службу шматок землі в графстві Ланаркшир. Потім вони служили єгерями Брюсам. У тому числі єгерем Брюсам служив Джон Керр Стобо, що ввійшов в історію як Мисливець з Свінхоупа. Він згадується в документах 1190 року. І це вважається пршою писемною згадкою про клан Керр. Потім Керри переселились в Шотландію — в Селкіршир.
Згідно норманської версії, предок клану прийшов до Шотландії з Нормандії (Франція) для захисту Шотландії від вікінгів.
Згідно кельтської версії походження назви клану стосується західного узбережжя Шотландії, зокрема, острова Арран. Згідно з цією версією назва клану походить від гельського слова кяр — ciar ,«сутінковий». Є ще версії, що назва клану походить від валійського слова Caer — кер — фортеця, замок. Або від ірландського слова Céarr — кеарр — шульга, ліворукий.
Кланові історичні перекази говорять, що клан походить від норманських лицарів — двох братів — Ральфа і Роберта (і, можливо, Джона), що прийшли в Роксбург з Ланкаширу. Цей історичний переказ ніколи не був підтверджений істориками. Крім того, дискутується хто був старший в тій сім'ї — Ральф, Роберт чи Джон. І яка гілка клану відповідно старша: гілка Керр Фернігірст, що походить від Ральфа, гілка Керр Кессфорд (Сіссфорд), що походить від Джона.
Як казав адмірал Марк Керр, у Шотландії до прізвищ ставляться дуже обережно.

### XIII—XIV століття
Ніколас Керр згадується в документі «Рагман Роллс» ,документі, який підписали вожді шотландських кланів прийнявши присягу на вірність королю Англії Едварду І Довгоногому у 1296 році, після того, як він завоював Шотландію. Шотландські аристократи здійснили оммаж королю Англії згідно з середньовічними феодальними законами.
Потомками Ніколаса Керра вважаються брати Ральф та Джон Керр, що поселилися близько 1330 року в Роксброширі — Шотландському Прикордонні.

### XV—XVI століття
Дві основні гілки клану Керр — Керр Ферніхірст та Керр Кессфорд часто ворогували одна з одною. Але Ендрю Керр Ферніхірст та Ендрю Керр Кессфорд обидва отримали посади охоронців кордону Шотландії та посаду вождів Середньої Марки в 1502 році, брали участь у битві під Флодден у 1513 році. Після битви під Флодден багато шотландських кланів з Ліддесдейлу стали під захист гілки клану Керр Ферніхірст, але в 1513 році замок Керр Ферніхірст був взятий англійською армією після тривалої облоги. У XV—XVI столітті багатство клану поступово зростало. Тоді ж склався і девіз клану: «Не зразу, але всерйоз». Після вигнання клану Дуглас і оголошення їх зрадниками, клан Керр став одним з найсильніших і найвпливовіших васалів корони. У 1451 році Эндрю Керр из Кессфорду отримав титул барона Роксбро, а в 1457 році він бул призначений Охоронцем Кордонів (Warden of the Marches). У 1493 році баронство и право володіння замком Кессфорд були підтверждені королевскою грамотою.
Клан Керр довгий час ворогував з кланом Скотт. Ворожнеча почалася 25 липня 1526 року, коли сер Вальтер Скотт Баклю почав атаку (в битві при Мелроуз), щоб врятувати молодого короля Шотландії Якова V, якого утримували клан Дуглас, граф Ангус. Під час подальшої боротьби був убитий вождь гілки Керр Кессфорд. Проте клан Керр це не забув і помстився — в 1552 році вистежив вождя клану Скотт в Единбурзі — сера Вальтера Скотта і вбив його. Ворожнеча завершилась, коли сер Томас Керр Ферніхірст одружився з Джанет Скотт — сестрою Х вождя клану Скотт та лерда Баклю.
Обидві гілки клану Керр продолжували ворогувати одне з одним і в XVI столітті, і після смерті Короля Шотландії Якова IV, коли його вдова Маргарита Тюдор вступила в повторний шлюб з Арчібальдом Дугласом, графом Ангус, гілка Керр з Кессфорду підтримала английску королеву-матір, а гілка Кер Ферніхерст — молодого короля Якова V. У результаті, коли Ангус опинився у вигнанні, Кессфорд бул вимушений втекти в Англію, і повернувся тільки після смерті короля Шотландії Якова V в 1542 році, коли сер Джон Керр з Ферніхерсту втратив свій замок, який захопили англійські війська. Замок був повернений у 1549 році, а англійці з його гарнізону, які неодноразово ґвалтували жінок з клану Керр, були схоплені і жорстоко замордовані. Протистояння продовжилось, коли сер Томас Ферніхерст воював на стороні королеви Марії I Стюарт у битві під Лангсайд, а сер Волтер Кессфорд — на стороні Якова VI. Зрештою, ворожнеча була припинена на політичному рівні, після утворення в 1603 році «Спілки Корон» і на особистому рівні, коли відбувся шлюб Енн Керр Кессфорд та Вільяма Керр Ферніхерста — від цього шлюбу пішли маркізи Лотіану.
Марк Керр володів землями Ньюбаттл та Престонгрендж, отримав титул барона Ньюбаттл в 1591 році.

## XVII століття
У 1606 році Марк Керр отримав титул графа Лотіан. Цього титулу не стало, коли його син помер в 1624 році і не мав нащадків чоловічої статі. У 1621 році сер Ендрю Керр Фернігірст отримав титул лорда Джедбург.
Роберт Керр — нащадок молодшого сина сера Ендрю Керра Ферніхірста отримав титул пера та графа Анкран. У 1616 році сер Роберт Кер з Кессфорд (тоді його прізвище писалося з одним «р») отримав титул графа Роксбург. У 1631 сер Вільям Керр — син графа Анкран отримав титул графа Лотіан у 1631 році. Його син Роберт Керр отримав титул маркіз, успадкував титул графа Анкран після смерті його дядька.
Під час громадянської війни шотландський полковник Керр підтримував командира Ковенанторів генерала Девіда Леслі ,лорда Ньюарк, і взяв штурмом замок Редкастл (Червоний замок), зруйнував замок і повісив всіх його захисників.
Сер Роберт Керр з Кессфорда — син сера Волтера в 1637 році став лордом Роксборо. Одружившись зі спадкоємицею графа Роксборо, сер Вільям Драммонд став II графом Роксборо и прийняв прізвище Керр. Його нащадок — Джон — V граф став герцогом Роксборо. Після того, як лінія вимерла зі смертю Джона — ІІІ герцога Роксборо, цей титул перейшов до сера Джеймса Іннса з Іннсу, що був XXV вождем клану Іннс і прийняв прізвище Керр. Вождь клану Керр носить титули маркіза Лотіану та герцога Роксборо і одночасно є вождем клану Іннс.

### XVIII століття
Лорд Марк Керр — син вождя клану, маркіз Лотіан, був видатним професійним військовим і, як вважають, мав високе почуття особистої честі і звитяги. Він брав участь у багатьох війнах, отримав посаду губернатора Единбурзького замку в 1745 році.
Під час повстання якобітів у 1745 році клан Керр підтримав британський уряд. У битві під Куллоден у 1746 році брав участь лорд Керр та молодший брат лорда Керра — Роберт, що був капітаном гренадерів в полку Баррелл, зітнувся в бою з людьми з клану Кемерон, був убитий в результаті враження в голову. Він був без сумнівну особою найвищого рангу,що загинула у битві під Куллоден за британський уряд. Старший з братів — Марк — лорд Керр, згодом IV маркіз Лотіан, командував трьома ескадрильями урядової кавалерії в битві під Куллоден, потім служив герцогу Камберленду під час війни з Францією в 1758 році.

### XX століття
На початку XX століття Генрі Керр та священик Едвард Баннерман Рамсей (більше відомий як Дін Рамсей) опублікували монументальныу працю «Спогади про шотландський характер і спосіб життя» Reminiscences of Scottish life & character. Edinburgh, 1908).

## Ліворукі Керри
Вожді клану Керр були ліворукими (шульгами). Навіть замки клану Керр Ферніхірст будувалися з врахуванням цього. Існує багато анекдотів про зв'язок клану Керр і ліворукості, але неясно в якій мірі ліворукість частіше зустрічається серед людей клану Керр, ніж загалом в популяціях Шотландії. Але дослідження 1972 року показали, що 30 % людей з клану Керр є ліворукими, тоді, як в Шотландії цей показник не перевищує 10 %.

## Замки клану Керр

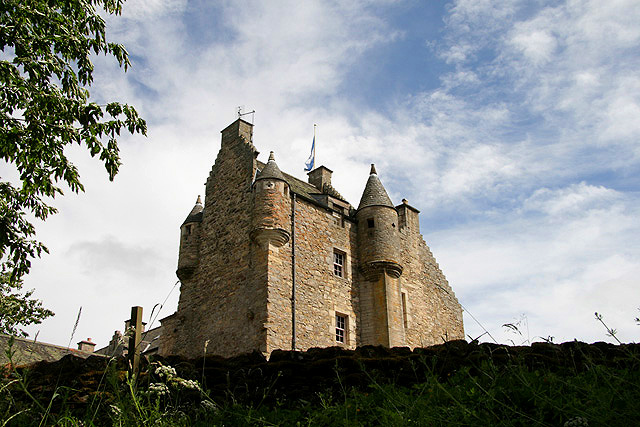
Замок Фернегірст.

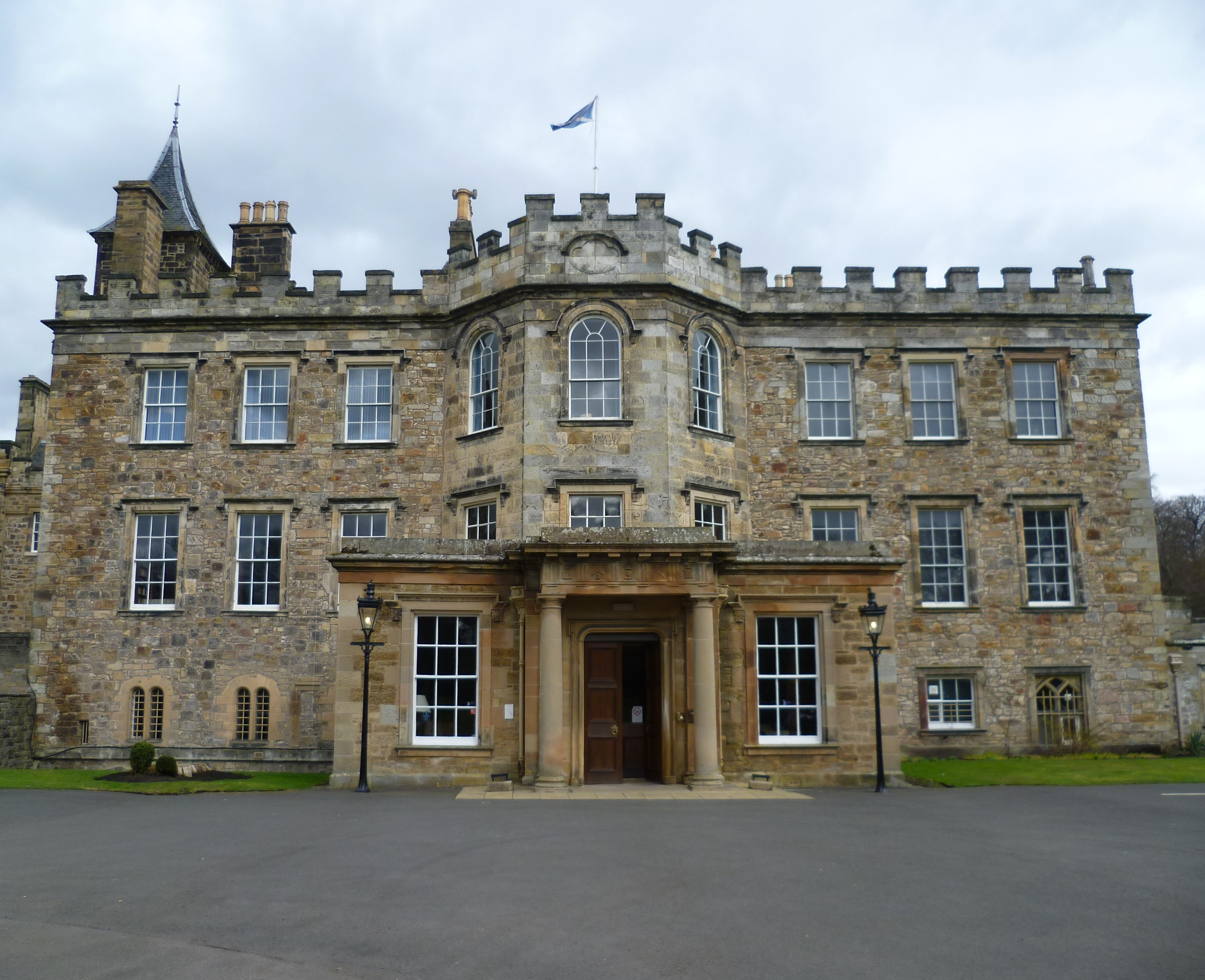
Замок Ньюбатл — перед тим — абатство Ньюбатл.

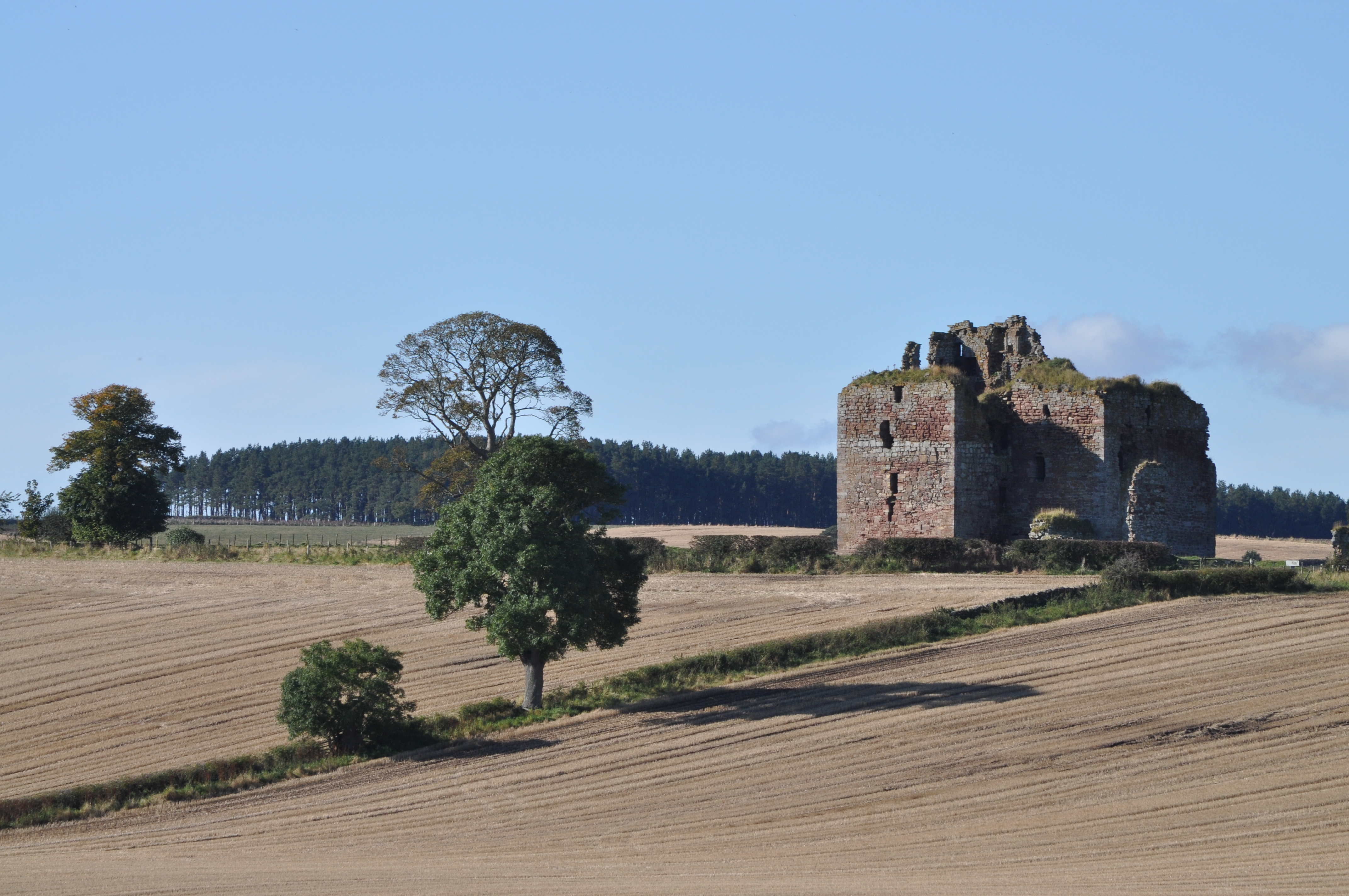
Руїни замку Кессфорд.

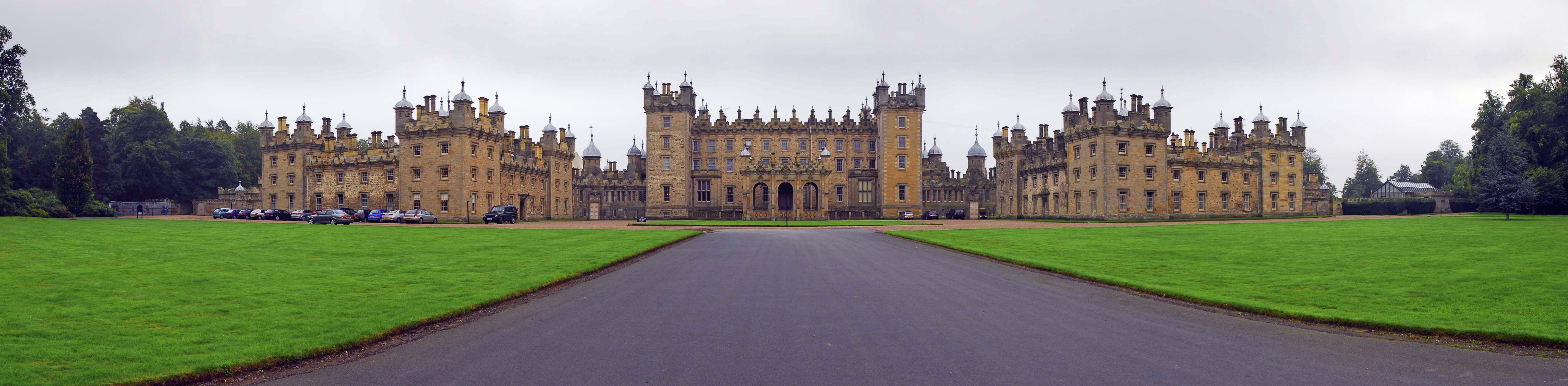
Замок Флорс.

- Замок Ферніхірст (шотл. — Ferniehirst Castle) на кордоні з Англією — приблизно за милю на південь від Джедбурга. На сьогодні замок досить сильно перебудований, порівняно зі станом замку в XVI столітті. Замок був побудований в 1470 році, потім гілка Керр Ферніхірст перебудувала замок в 1502 році. Гвинтові сходи в замку побудовані таким чином. щоб було зручно тримати оборону і битися мечем чи шпагою людині ліворукій. Замок захопила англійська армія в 1523 році, але потім клан Керр відбив замок і командир англійського гарнізону замку втратив голову. У 1570 році замок був пошкоджений під час війни Марії Стюарт — сер Томас Керр Фернігірст виступив на боці Марії Стюарт. У 1593 році король Шотландії Яків VI напав на замок, бо клан Керр надав допомогу Френсісу Стюарту — V графу Босуелл, якого король звинуватив в чаклунстві і в державній зраді. У період з 1934 по 1984 р замок був орендований шотландською Асоціацією молодіжних хостелів, крім під час Другої світової війни, коли замок використовувався як армійський склад. Клан Керр, маркізи Лотіан і графи Анкрум досі володіють замком Фернігірст, хоча самі живуть у Лондоні. У замку неодноразово помічали зловісний привид Зеленої Леді. Для відвідування туристів замок відкритий в липні, коли Зелена Леді не така зла.

- Замок Ньюбатл (шотл. — Newbattle Castle) — миля на південь-захід від Далкейта в Мідллотіані. Після протестантської Реформації став власністю клану Керр Ферніхірст, вожді якого стали лордами Ньюбатт у 1591 році та графами Лотіан у 1606 році. Ворожнеча між гілками Керр Ферніхірст та Керр Кессфорд у 1631 році, коли Вільям Керр Ферніхірст одружився з Енн Керр Кессфорд і подружжя отримало титул маркізи Лотіан в 1701 році. Потім замок був перебудований, багато будівель були знесені. Протягом сторіч замок поступово перетворювався на зручний великий особняк. ХІ маркіз Лотіан передав замок у власність шотландського народу, зараз він коледжу і служить для справи освіти. У замку часто помічали привид Сірої Леді — це дух дівчини, що була вбита в цьому замку — вона колись закохалася в ченця. Також в замку помічали привиди ченців.

- Замок Кессфорд (шотл. — Cessford Castle) — масивний замок з L-планом, нині в руїнах. Замок датується XV століттям, можливо був збудований раніше. Він був оточений стінами та ровом. Замок належав гілці Керр Кессфорд, що ворогувала з гілкою Керр Ферніхірст. Сер Ендрю Керр Кессфорд брав участь у битві під Флодден в 1513 році. У 1519 році замок сильно пошкодила англійська армія. На той час замок вважався однією з найсильніших фортець в Шотландії. Замок був спалений в 1543 році і звільнений від англійських військ рік потому. Сер Волтер Керр Кессфорд був засланий до Франції і брав участь у вбивстві Вальтера Скотта Бранксголма в 1552 році. Вожді клану Керр Кессфорд отримали титул графа в 1616 році. Близько 1650 року замок був занедбаний і закинутий, а будівельні матеріали руїн замку були потім використані герцогами Роксбург для будівництва замку Пол.

- Замок Флорс (шотл. — Floors Castle) — датується 1721 роком. Він був побудований Вільямом Адамом, але був перебудований Вільямом Генрі Плейфером в XIX столітті.

## Септи клану Керр
- Kear
- Carr(e)
- Carrach
- Cessford
- Kar(e)
- Karr
- Ker
- Mac Ghiolla Cheara
- Kier
- Keir
- Linton
- Herriott